# Euophrys ferrumequinum
Euophrys ferrumequinum là một loài nhện trong họ Salticidae.
Loài này thuộc chi Euophrys. Euophrys ferrumequinum được Władysław Taczanowski miêu tả năm 1878.